# Lampyris algerica
Lampyris algerica is een keversoort uit de familie glimwormen (Lampyridae). De wetenschappelijke naam van de soort is voor het eerst geldig gepubliceerd in 1870 door Ancey.